# Бебень
Бебень, Бебені (рум. Băbeni) — місто у повіті Вилча в Румунії. Адміністративно місту підпорядковані такі села (дані про населення за 2002 рік):
- Бончу (127 осіб)
- Валя-Маре (2582 особи)
- Капу-Дялулуй (215 осіб)
- Педурецу (244 особи)
- Роминь (1339 осіб)
- Тетерань (314 осіб)

Місто розташоване на відстані 158 км на північний захід від Бухареста, 18 км на південний захід від Римніку-Вилчі, 79 км на північний схід від Крайови, 131 км на південний захід від Брашова.

## Населення
За даними перепису населення 2002 року у місті проживали 9475 осіб.
Національний склад населення міста:
| Національність | Кількість осіб | Відсоток |
| -------------- | -------------- | -------- |
| румуни         | 8977           | 94,7%    |
| цигани         | 106            | 1,1%     |
| угорці         | 7              | 0,1%     |
| турки          | 2              | < 0,1%   |
| італійці       | 1              | < 0,1%   |

Рідною мовою назвали:
| Мова       | Кількість осіб | Відсоток |
| ---------- | -------------- | -------- |
| румунська  | 9467           | 99,9%    |
| угорська   | 7              | 0,1%     |
| італійська | 1              | < 0,1%   |

Склад населення міста за віросповіданням:
| Релігія            | Кількість осіб | Відсоток |
| ------------------ | -------------- | -------- |
| православні        | 9439           | 99,6%    |
| римо-католики      | 7              | 0,1%     |
| адвентисти         | 7              | 0,1%     |
| реформати          | 3              | < 0,1%   |
| бретрени           | 3              | < 0,1%   |
| мусульмани         | 2              | < 0,1%   |
| п'ятдесятники      | 1              | < 0,1%   |
| греко-католики     | 1              | < 0,1%   |
| не вказали релігію | 1              | < 0,1%   |

## Зовнішні посилання
- Дані про місто Бебень на сайті Ghidul Primăriilor [Архівовано 14 травня 2012 у Wayback Machine.]